# Château de Vaucluse

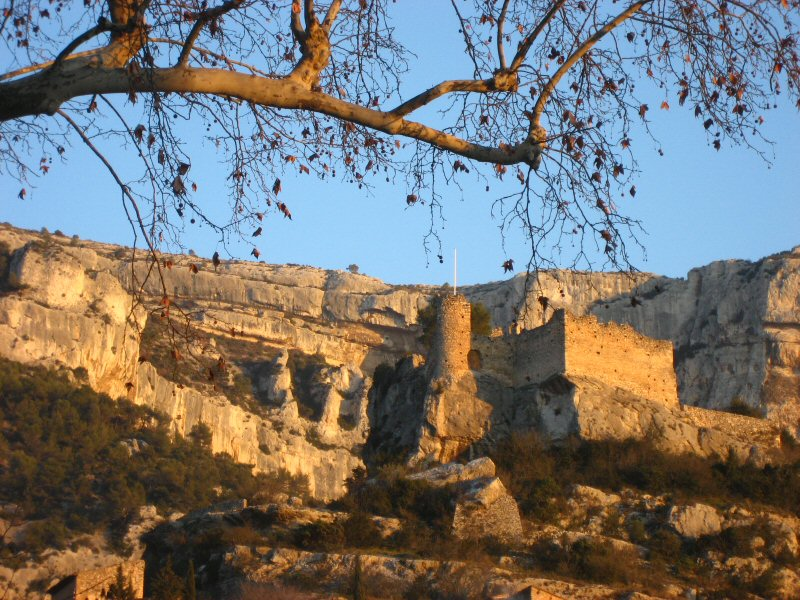
Ruines du château

Le château de Vaucluse, aussi appelé château de Pétrarque ou château des évêques de Cavaillon, est une ruine du château qui surplombe le village de Fontaine-de-Vaucluse, dans le département français de Vaucluse.

## Historique
Construit vers 1030 (vraisemblablement en même temps que son église), un acte de donation en fait mention en 1034 mais les ruines qui existent aujourd’hui dateraient du début du XIIe siècle.
Il devint, au XIVe siècle, la résidence d’été de Philippe de Cabassolle, évêque de Cavaillon à l’époque. Pétrarque, qui se retira à Fontaine de Vaucluse, devint son ami et lui rendit souvent visite.
Les ruines ont été inscrites sur la liste des monuments historiques en 1931.

## Informations complémentaires
Les ruines de l’ancien château des Évêques de Cavaillon surplombent encore aujourd’hui Fontaine-de-Vaucluse, perchées sur l’immense piton rocheux qui cerne la résurgence de la Sorgue. Le château se trouve à quelques centaines de mètres de sa source et est le premier bâtiment sur l'amont de la rivière.